# 雲霄飛車

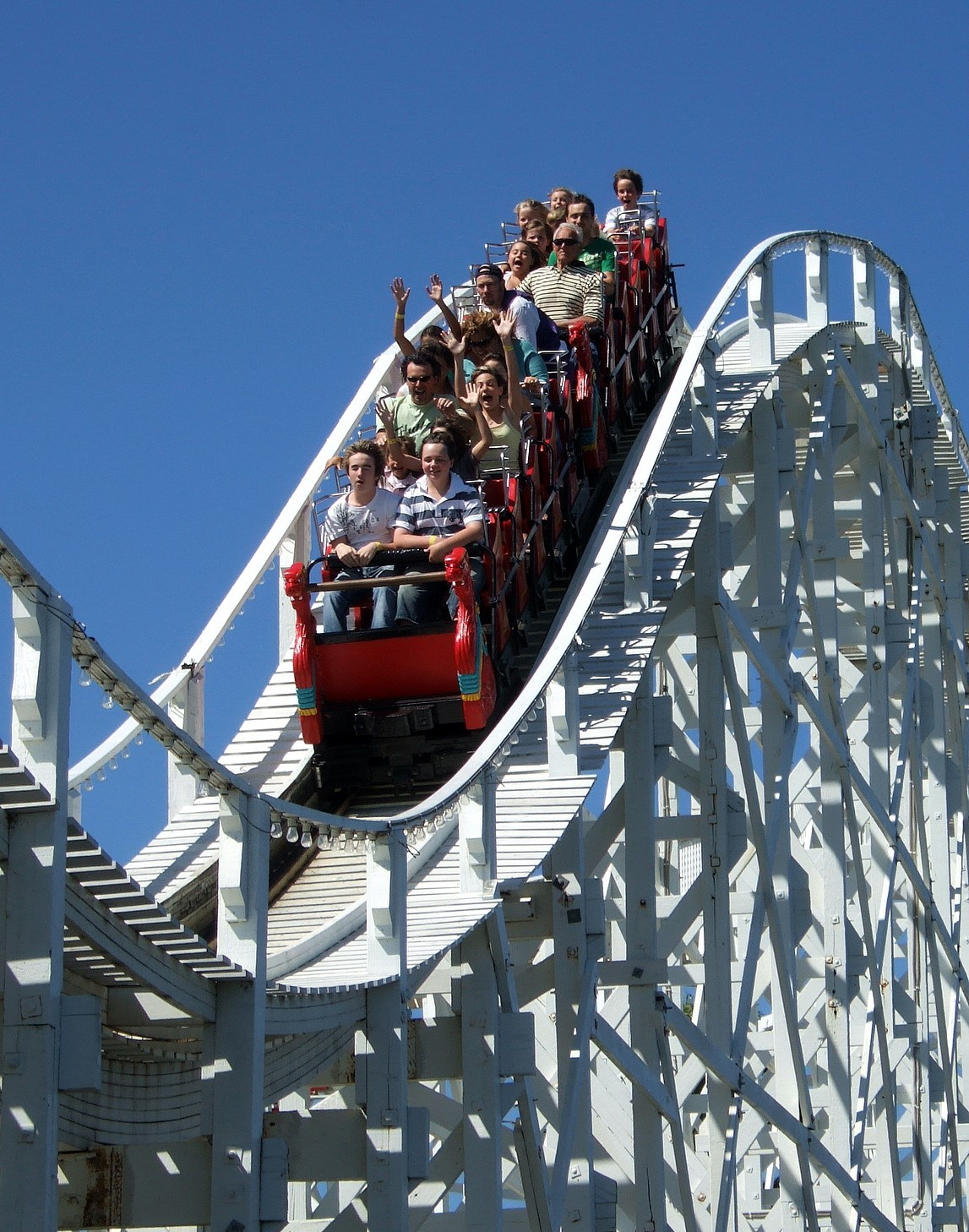
墨爾本月亮公園內的過山車，建於1912年，是世界上最古老且繼續運行的過山車

雲霄飛車（英語：Roller coaster）是一種大型遊樂設施，常見於遊樂園和主題樂園中。拉馬庫斯·阿德納·湯普森（LaMarcus Adna Thompson）是第一個註冊雲霄飛車相關專利技術的人（1885年1月20日），並曾製造過十數個雲霄飛車設施，因此被譽稱為「重力之父」（Father of Gravity）。一個基本的雲霄飛車構造中，包含了爬昇、滑落、倒轉，其軌道的設計不一定是一個完整的迴圈，也可以設計為車體在軌道上的運行方式為來回移動。大部分雲霄飛車的每個乘坐車廂可容納2人、4 人或6人，這些車廂利用勾子相互連結起來，就像火車一樣。
雲霄飛車雖然驚悚恐怖，但是基本上是非常安全的設施。電影《絕命終結站3》當中宣稱雲霄飛車的事故率約為2億5000萬分之1，而現實當中，真正的數字可能還要低。根據美國消費品安全委員會（CPSC）和六旗樂園（Six Flags）的調查顯示，2001年搭乘雲霄飛車的死亡率約為15億分之1。

## 類型
从材料方面，過山車目前分为三大類：
- 鋼製過山車
- 木製過山車

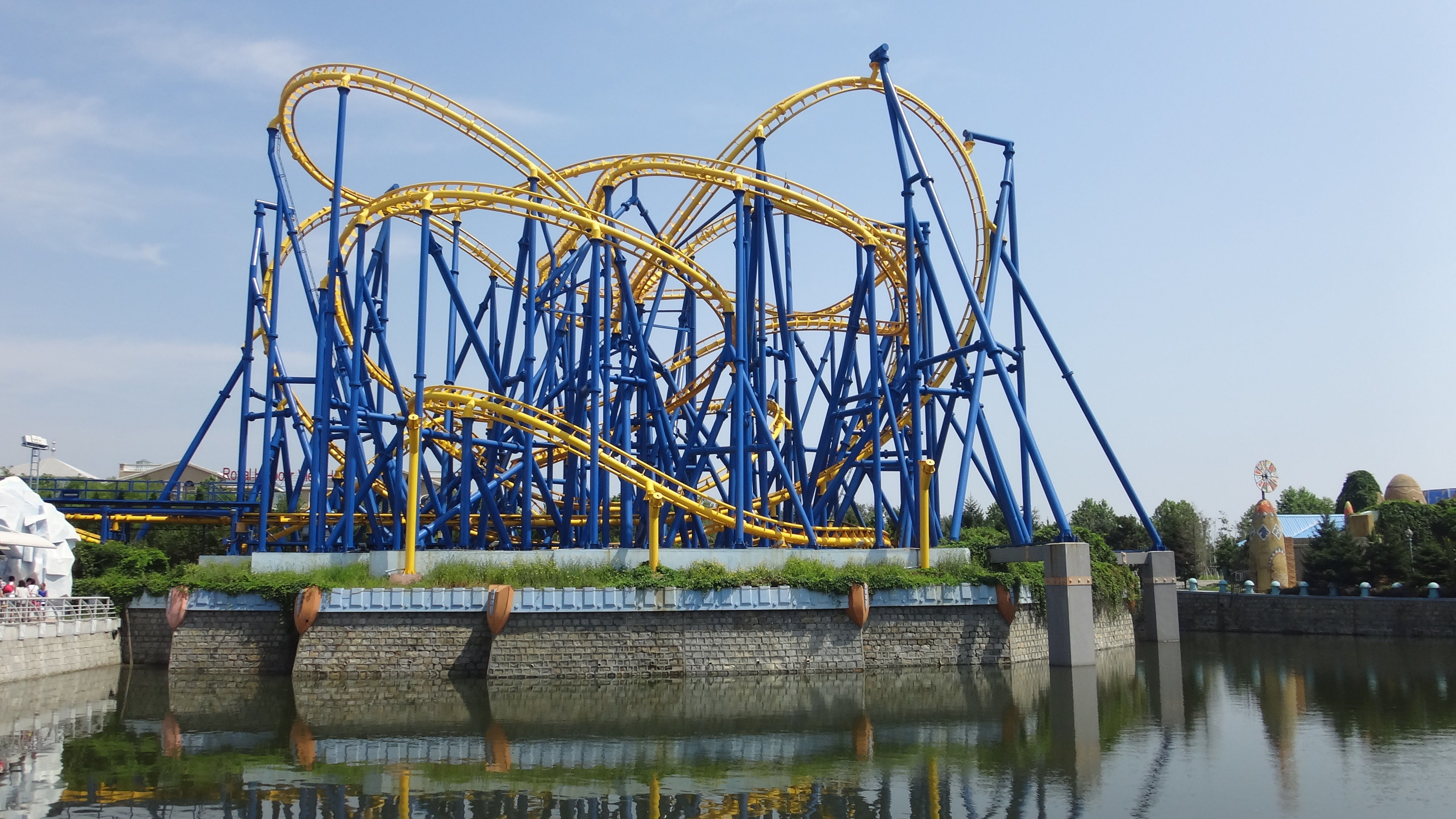
钢制过山车的轨道

- 钢木混合过山车（一般此类过山车轨道为钢制，支撑为木质）

過山車也可分为下列類型

| - 四維過山車(4D過山車) - 雪橇過山車 - 潛水過山車 - 無地面過山車 - 飛行過山車 - 倒立過山車 - 反向脈衝過山車 - 採礦過山車 - 摩托車過山車 - 水管過山車 - 側面摩擦過山車 - 旋轉過山車 - 站立過山車 - Steeplechase過山車(騎馬過山車) - 懸吊過山車 - 斷軌過山車 | - 螺旋過山車 - 決鬥過山車 - 八形過山車 - 莫比斯環過山車 - 來回過山車 - 競賽過山車 - 穿越過山車 - 扭轉過山車 - 瘋狂老鼠 | - 牽引裝置 - 加速過山車 - 爆發過山車 |

## 雲霄飛車之最

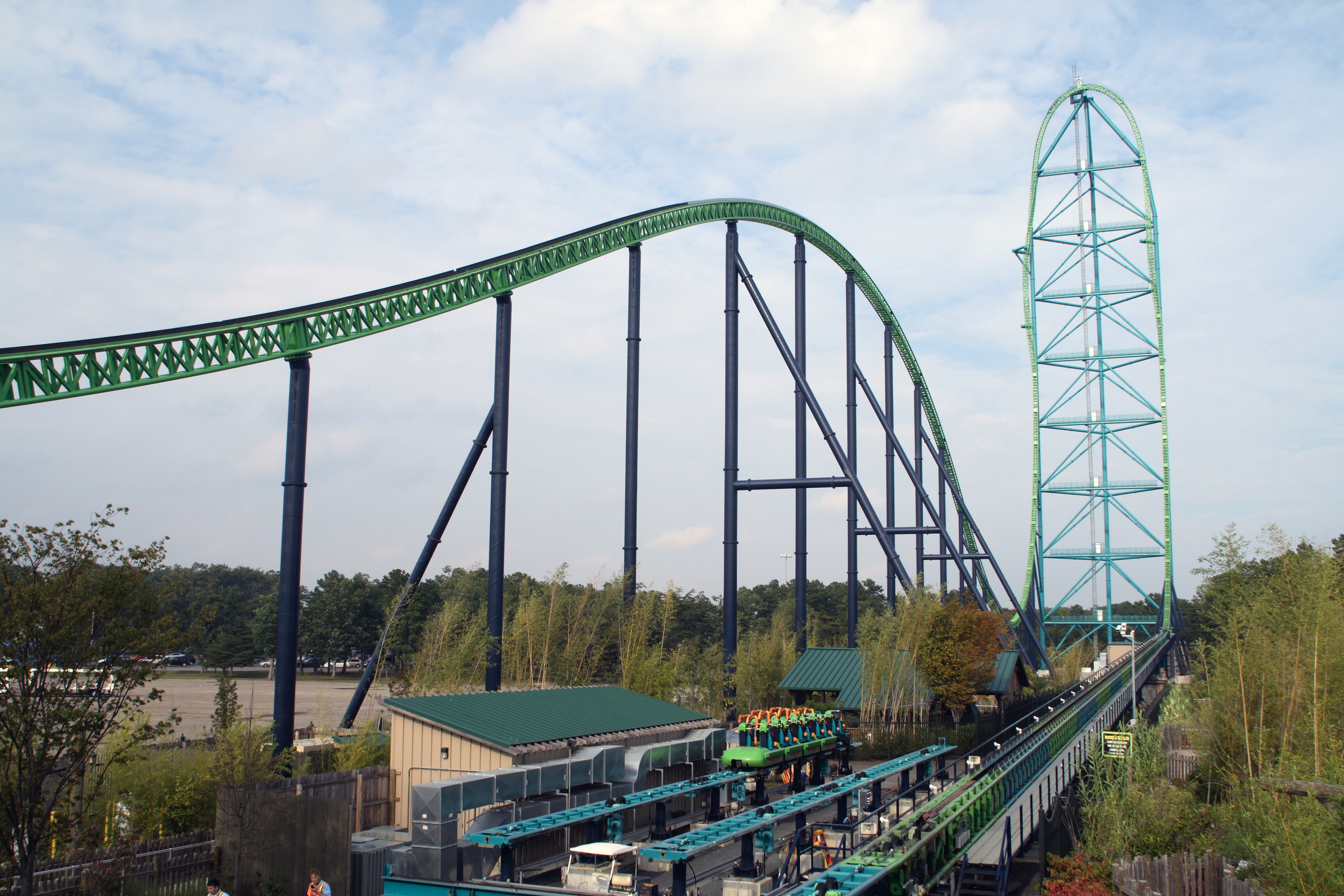
六旗大冒險樂園的京達卡

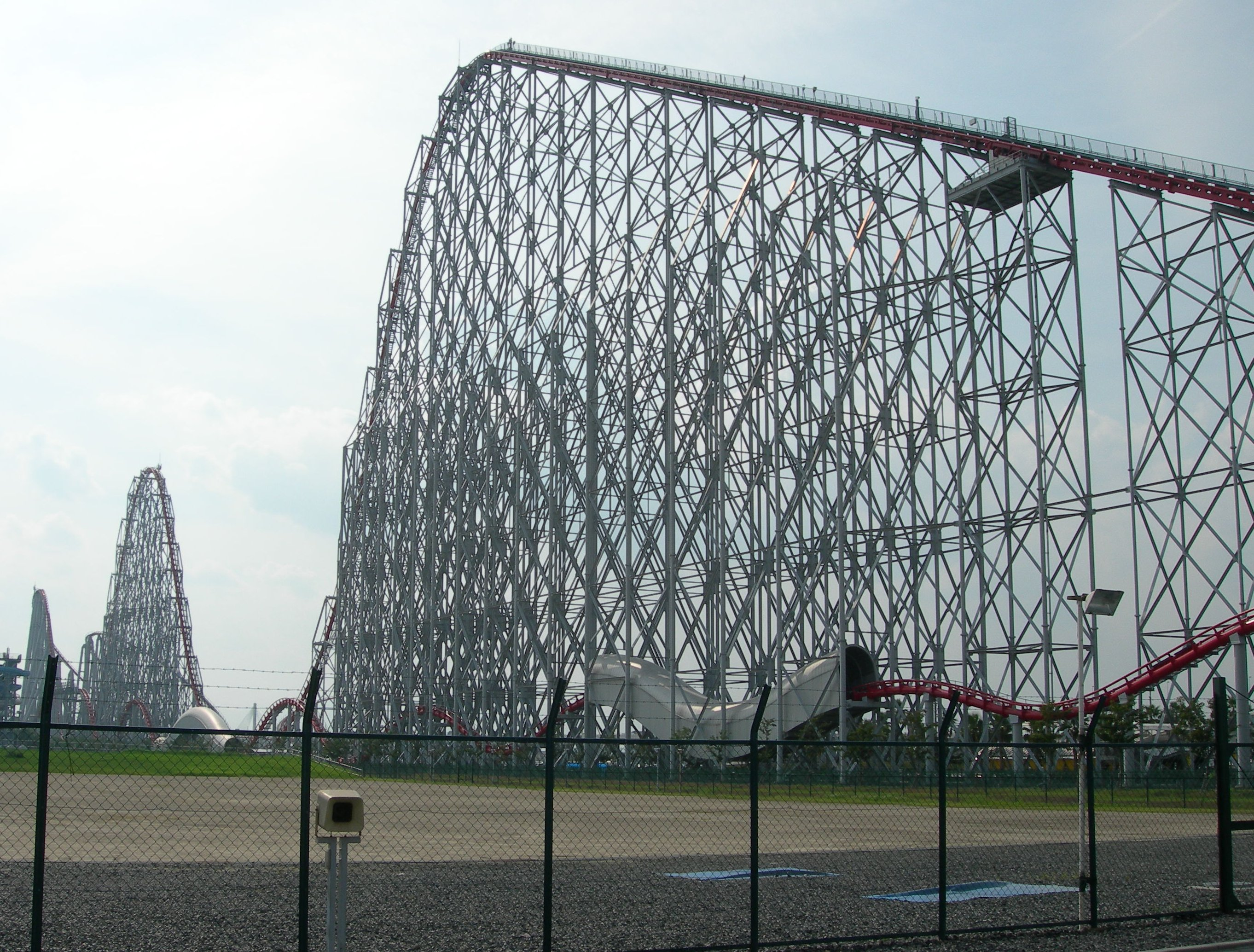
長島溫泉樂園的鋼鐵巨龍 2000

| 紀錄                                                          | 雲霄飛車名稱                      | 所屬樂園                                           |
| ------------------------------------------------------------- | --------------------------------- | -------------------------------------------------- |
| 最高過山車（139公尺） The Tallest Roller Coaster              | 京達卡 Kingda Ka                  | 美国六旗大冒險樂園 · Six Flags Great Adventure     |
| 最長過山車（2479公尺） The Longest Roller Coaster             | 鋼鐵巨龍 2000 Steel Dragon 2000   | 日本長島溫泉樂園 · Nagashima Spa Land              |
| 最大重力過山車（6.3Gs ） The Highest Gravity Roller Coaster   | 恐佈之塔 Tower of Terror          | 南非黃金礦脈城樂園 · Gold Reef City                |
| 最快過山車（每小時240公里） The Fastest Roller Coaster        | 羅薩方程式 Formula Rossa          | 阿联酋法拉利世界 · Ferarri World                   |
| 最多迴轉圈數過山車（14個迴環） Most Inversions Roller Coaster | 微笑者 The Smiler                 | 英国奧爾頓塔 · Altor Tower                         |
| 最陡過山車（121.5 ° ） The Steepest Roller Coaster            | 忍者神龜雲霄飛車 TMNT Shellraiser | 美国尼克宇宙樂園 · Nickelodeon Universe Theme Park |

## 事件
- 2007年6月9日，美國阿肯色州魔術泉和水晶瀑布樂園（Magic Springs & Crystal Falls）突然跳電，當時該遊樂園的「雲霄飛車X」（X-Coaster）正好停在最高點，造成12名乘客倒掛在半空中長達半小時，後來由消防隊救出[1]。
- 2011年1月30日，日本東京巨蛋遊樂場（前身為東京後樂園遊樂場）發生雲霄飛車奪命意外，一名34歲男子乘坐小型旋轉雲霄飛車，疑似因安全帶鬆脫，或者拉下護桿時沒卡住定位，負責檢查的工作人員又沒注意到，正朝業務過失致死方向偵辦[2]。

## 外部連結
- 雲霄飛車 （页面存档备份，存于）(日、英)